# Дельгадо, Педро
Педро Дельгадо Робледо (исп. Pedro Delgado Robledo; род. 15 апреля 1960, в Сеговии, автономное сообщество  Кастилия и Леон, Испания) —  испанский профессиональный шоссейный велогонщик. Победитель Тур де Франс (1998) и Вуэльты Испании (1985, 1989).

## Достижения
1979
1-й — Этап 12 Тур де л’Авенир
1980
1-й Вуэльта Таррагоны
1981
1-й Вуэльта Мурсии
1982
1-й Сарагоса — Сабиньяниго
1-й — Этап 4 Вуэльта Кантабрия
3-й Классика Сан-Себастьяна
1983
1-й Вуэльта Арагона — Генеральная классификация 
1-й — Пролог (КГ) и Этап 2
1-й — Этап 3 Vuelta a los Valles Mineros
2-й Субида эль Наранко
5-й Вуэльта Каталонии — Генеральная классификация
9-й Гран-при Мигеля Индурайна
1984
4-й Вуэльта Испании — Генеральная классификация
9-й Тур Страны Басков — Генеральная классификация
1985
1-й  Вуэльта Испании — Генеральная классификация
1-й — Этап 6
6-й Тур де Франс — Генеральная классификация
1-й — Этап 17
3-й Вуэльта Мурсии — Генеральная классификация
5-й Тур Страны Басков — Генеральная классификация
9-й Вуэльта Каталонии — Генеральная классификация
1986
1-й — Этап 12 Тур де Франс
2-й Субида эль Наранко
3-й Восхождение на Монжуик
6-й Тур Швейцарии — Генеральная классификация
7-й Вуэльта Каталонии — Генеральная классификация
10-й Вуэльта Испании — Генеральная классификация
1987
2-й Тур де Франс — Генеральная классификация
1-й — Этап 19
4-й Вуэльта Испании — Генеральная классификация
7-й Вуэльта Каталонии — Генеральная классификация
1988
1-й  Тур де Франс — Генеральная классификация
1-й — Этап 13
1-й Гран-при Мигеля Индурайна
2-й Mémorial Manuel Galera
6-й Тур Романдии — Генеральная классификация
6-й Тур Страны Басков — Генеральная классификация
7-й Джиро д’Италия — Генеральная классификация
8-й Флеш Валонь
1989
1-й  Вуэльта Испании — Генеральная классификация
1-й — Этапы 12, 15 (ИГ) и 20
2-й Неделя Каталонии — Генеральная классификация
2-й Вуэльта Каталонии — Генеральная классификация
3-й Тур де Франс — Генеральная классификация
3-й Mémorial Manuel Galera
3-й Восхождение на Монжуик
4-й Льеж — Бастонь — Льеж
1990
1-й Гран-при Мигеля Индурайна
1-й — Этап 2 Неделя Каталонии
2-й Вуэльта Испании — Генеральная классификация
3-й Вуэльта Каталонии — Генеральная классификация
4-й Тур де Франс — Генеральная классификация
10-й Чемпионат Цюриха
1991
1-й  Вуэльта Бургоса
1-й — Этап 5 (КГ)
1-й Subida a Urkiola
1-й Clásica a los Puertos de Guadarrama
2-й Вуэльта Каталонии — Генеральная классификация
2-й Классика Сан-Себастьяна
9-й Тур де Франс — Генеральная классификация
10-й Тур Романдии — Генеральная классификация
1992
1-й — Этап 14 Вуэльта Испании
2-й Subida a Urkiola
3-й Вуэльта Испании — Генеральная классификация
5-й Флеш Валонь
6-й Тур де Франс — Генеральная классификация
10-й Вуэльта Каталонии — Генеральная классификация
1993
1-й Неделя Каталонии — Генеральная классификация
1-й — Этап 5
2-й Классика Примавера
2-й Trofeo Calvia
3-й Вуэльта Астурии
6-й Вуэльта Испании — Генеральная классификация
9-й Тур де Франс — Генеральная классификация
1994
2-й Вуэльта Астурии
2-й Субида эль Наранко
2-й Mémorial Manuel Galera
3-й Вуэльта Испании — Генеральная классификация
3-й Вуэльта Каталонии — Генеральная классификация

## Статистика выступлений

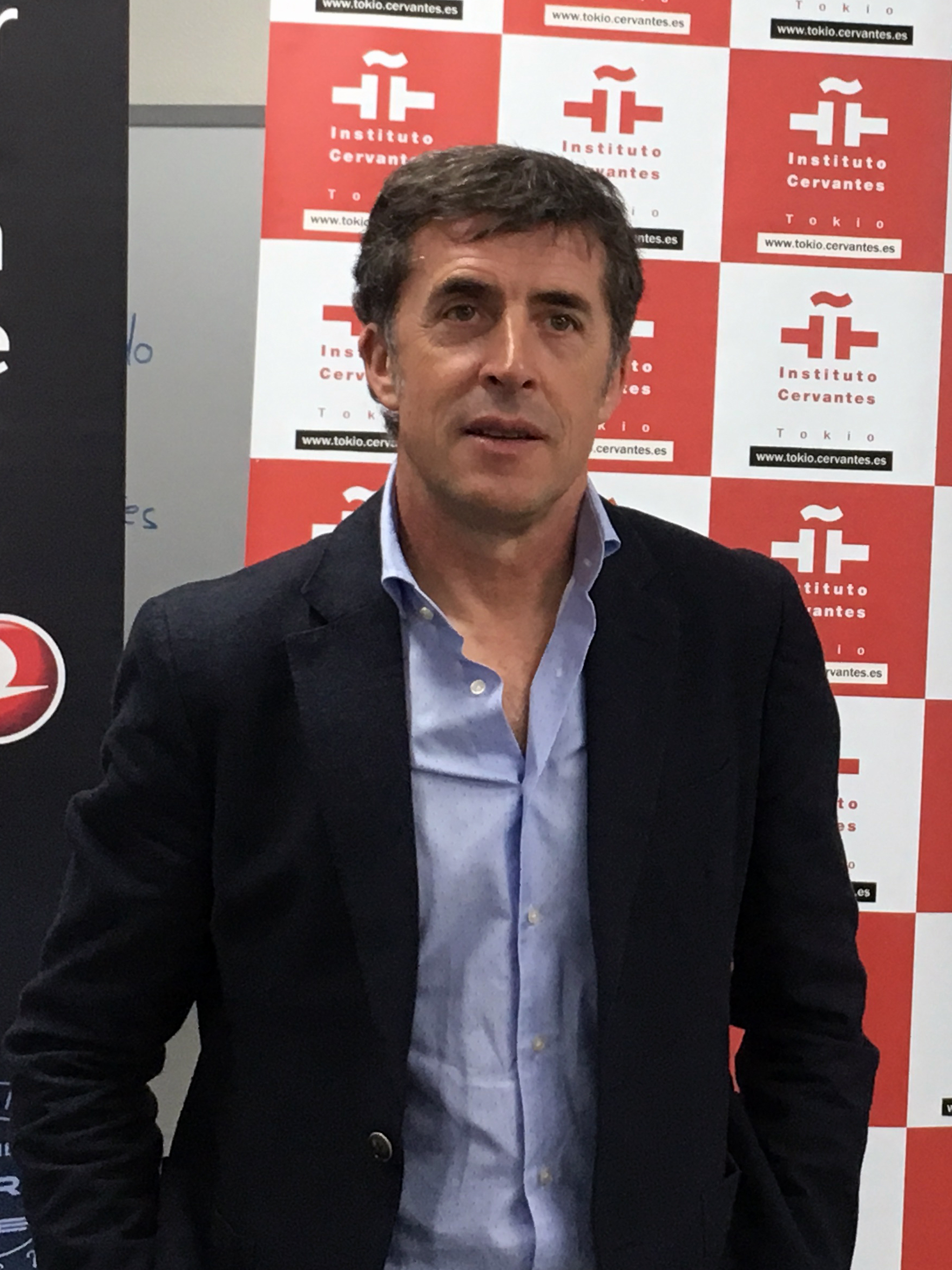
Педро Дельгадо в 2016 году

### Гранд-туры
| Гранд-тур       | 1982 | 1983 | 1984 | 1985 | 1986 | 1987 | 1988 | 1989 | 1990 | 1991 | 1992 | 1993 | 1994 |
| --------------- | ---- | ---- | ---- | ---- | ---- | ---- | ---- | ---- | ---- | ---- | ---- | ---- | ---- |
| Джиро д’Италия  | —    | —    | —    | —    | —    | —    | 7    | —    | —    | 15   | —    | —    | —    |
| Тур де Франс    | —    | 15   | НФ   | 6    | НФ   | 2    | 1    | 3    | 4    | 9    | 6    | 9    | —    |
| Вуэльта Испании | 29   | 15   | 4    | 1    | 10   | 4    | —    | 1    | 2    | —    | 3    | 6    | 3    |

| —  | Не участвовал  |
| НФ | Не финишировал |